# Апостол Попов (футболист)
 Тази статия е за футболиста.  За свещеника вижте Апостол Попов.  
Апостол Александров Попов е български футболист, защитник. Роден е в Пловдив на 22 декември 1982 година.

## Кариера
Играл е в Хасково, където е един от най-стабилните защитници.
През януари 2008 Попов подписва договор с Ботев (Пловдив) като свободен агент. Там заедно с Илиян Гаров и Величко Величков формират доста стабилна защита.
Докато е в Ботев на Попов му се налага да играе като вратар в официален мач. Това се случва на 14 март 2009 в мач между ПФК Ботев (Пловдив) и ПФК Левски (София). Вратарят Лилчо Арсов получава втори жълт картон и съответно червен след фаул срещу Георги Иванов в 88 минута. ПФК Ботев (Пловдив) няма право на повече смени и на вратата трябва да застане полеви играч тъй като Апостол е пазил в някой от тренировките решава той да стане макар че и Димитър Петков-Макето също иска да стане, но отстъпва на Попов. Така той пази 5 минути като дори и спасява един удар на футболистите на Левски и запазва вратата си суха.
За втори път Апостол Попов застава като вратар в последните минути от мача Левски-ЦСКА на 8 март 2014 г. на ст. „Васил Левски“. Крилото на Левски Ларсен Туре изритва титулярния вратар на ЦСКА Райс М'Боли в ръцете, след като последният вече е уловил топката. Туре получава втори жълт и след това – червен картон. М'Боли изпуска нервите си и удря Туре в главата с топката, след което получава директен червен картон. Тъй като треньорът на ЦСКА Стойчо Младенов няма право на повече смени, Апостол Попов застава като вратар за около минута с края на продължението на мача.
- Апостол Попов като вратар
- Апостол Попов като вратар 2

След безпаричието обзело ПФК Ботев (Пловдив), Попов скъсва своя контракт с клуба и през лятото на 2009 г. се присъединява към ЦСКА (София). Попов се контузи по време на двубоя с Черноморец на 13 август и след като доигра срещата, стана ясно, че има скъсани връзки на коляното. Тогава лекарите казват, че ще отсъства от отбора около половин година

## Статистика по сезони
| Сезон       | Отбор           | Първенство | Мачове | Голове |
| ----------- | --------------- | ---------- | ------ | ------ |
| 2005/06     | Белите Орли     | Б група    | 22     | 0      |
| 2006-есен   | Белите Орли     | Б група    | 13     | 0      |
| 2007-пролет | Хасково         | Б група    | 9      | 0      |
| 2007-есен   | Хасково         | Б група    | 13     | 1      |
| 2008-пролет | Ботев (Пловдив) | А група    | 15     | 0      |
| 2008/09     | Ботев (Пловдив) | А група    | 25     | 1      |
| 2009/10     | ЦСКА (София)    | А група    | 13     | 1      |
| 2010/11     | ЦСКА (София)    | А група    | 20     | 2      |
| 2011/12     | ЦСКА (София)    | А група    | 6      | 0      |
| 2012/13     | ЦСКА (София)    | А група    | 26     | 5      |